# Tia chớp lục

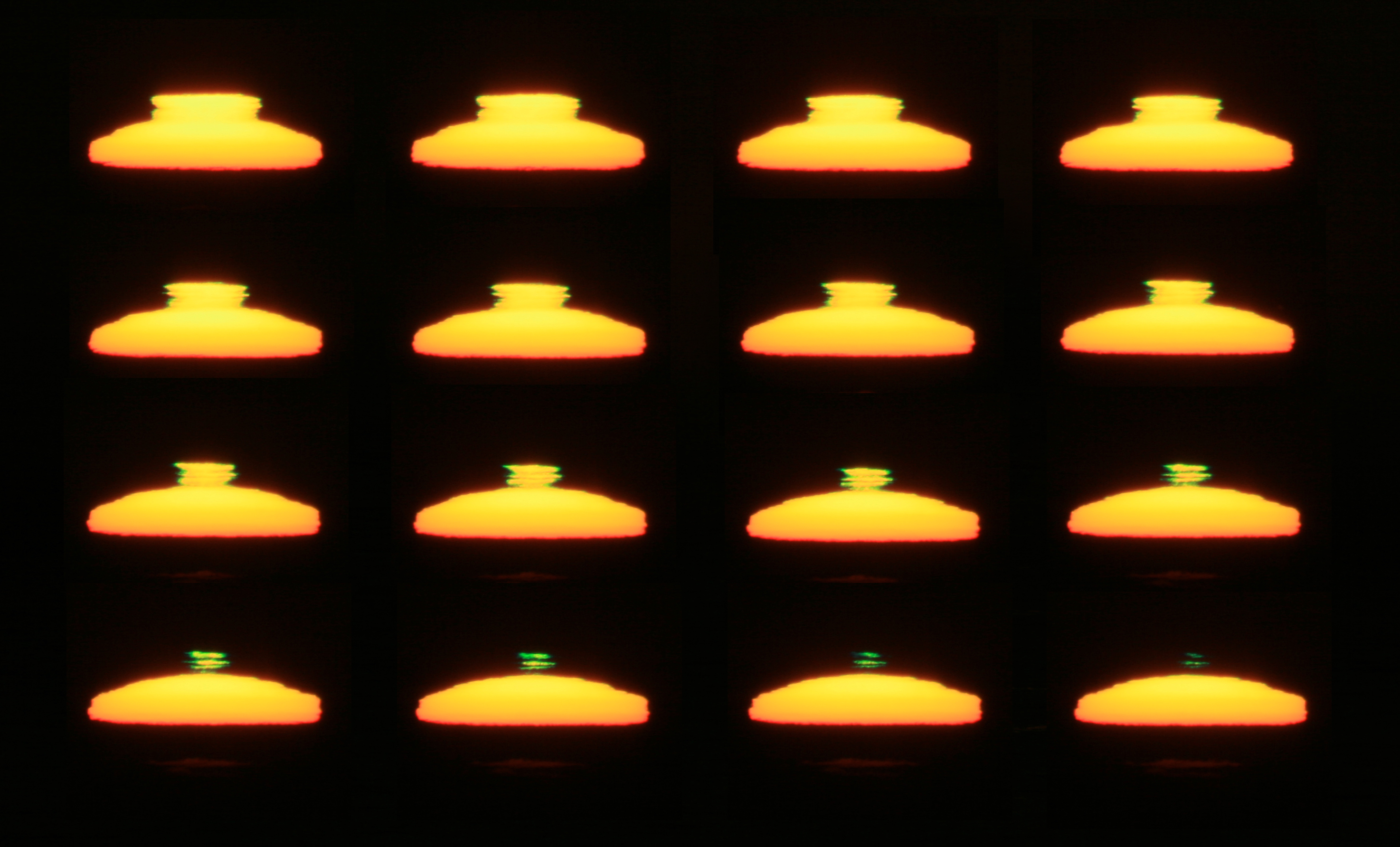
Quá trình hình thành 1 tia chớp lục.

Tia chớp lục là hiện tượng quang học xảy ra ngay sau khi Mặt Trời lặn hoặc trước Mặt Trời mọc, nó là một điểm màu xanh lục (xanh lá cây), xuất hiện khoảng 1 hoặc 2 giây ngay trên đỉnh của Mặt Trời, hoặc nó có thể như một tia sáng màu xanh lá cây phóng lên từ điểm Mặt Trời lặn. Có nhiều nguyên nhân gây nên hiện tượng này, trong số đó có một vài nguyên nhân là chính yếu. Tia chớp lục có thể được quan sát từ bất kỳ độ cao nào (thậm chí là từ một máy bay). Nó thường được nhìn thấy ở những nơi mà tầm nhìn đến chân trời không bị cản trở, chẳng hạn như vùng biển.
Tia chớp lục cũng có thể xuất hiện khi Mặt Trăng hay các hành tinh sáng như Sao Kim và Sao Mộc mọc hoặc lặn ở chân trời.

## Nguyên nhân

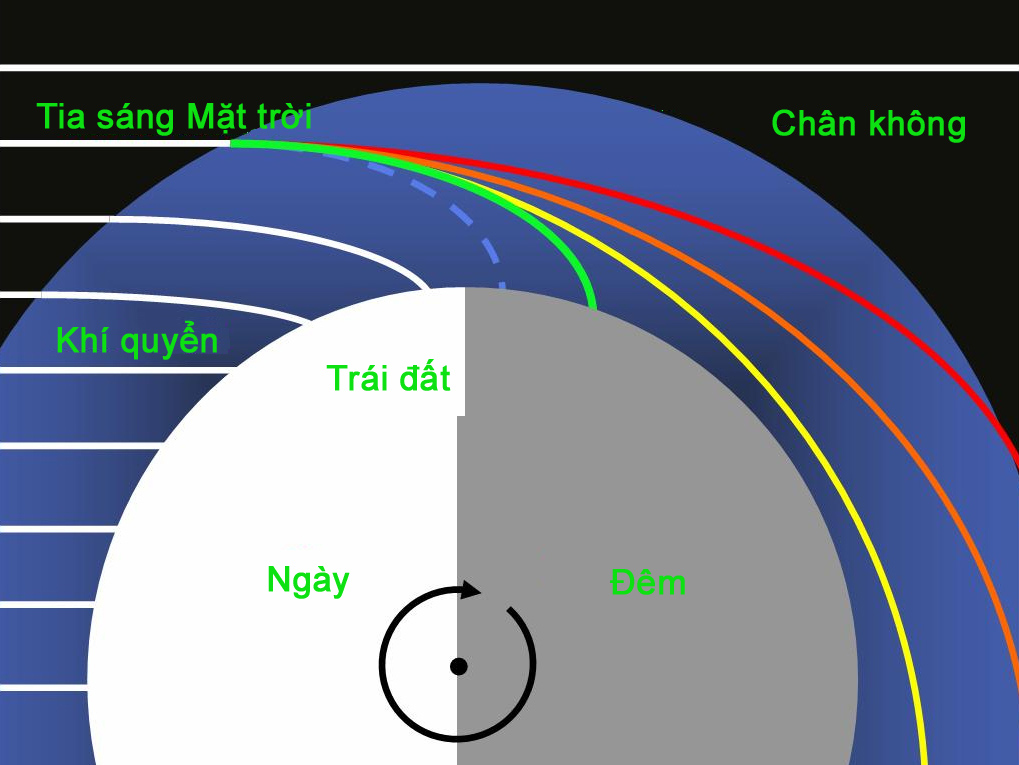
Giải thích sự hình thành tia chớp lục.

Ánh sáng Mặt Trời (trắng) khi đi qua khí quyển của Trái Đất sẽ bị khúc xạ tùy theo bước sóng của tia sáng và phân tách thành những màu sắc quang phổ. Tia sáng màu xanh lam bị khúc xạ nhiều nhất, kế đó là màu xanh lục rồi vàng và đỏ. Khi Mặt Trời lặn còn nhú lên khoảng 1/60 đường kính Mặt Trời ở chân trời, người quan sát có thể quan sát thấy những viền Mặt Trời có màu thay đổi từ đỏ đến xanh lam. Khi viền màu đỏ sau đó là màu vàng biến mất, thì viền màu xanh lục và màu xanh lam vẫn còn ở chân trời, tuy nhiên, màu xanh lam bị tán xạ rất nhiều trong khí quyển (xem thêm: tán xạ Rayleigh), cho nên khó thấy được. Chỉ có màu xanh lục (trong quang phổ nằm giữa màu vàng và màu xanh lam) vẫn còn sót lại và thường thấy được trong vòng vài giây. Tuy nhiên, trong điều kiện thuận lợi, cũng có thể quan sát thấy những tia chớp màu xanh lam hoặc thậm chí là màu tím.

## Trong văn học và giải trí
Nhà văn người Pháp Jules Verne đã sử dụng hiện tượng này trong cuốn tiểu thuyết Le Rayon Vert (tia sáng màu xanh lục), sau đó được đạo diễn Éric Rohmer chuyển thể thành phim cùng tên. Hiện tượng tia chớp lục xuất hiện trong cảnh cuối cùng của bộ phim này, tuy nhiên nó được xử lý bằng kỹ xảo điện ảnh chứ không phải cảnh quay thật.
Trong phần 3 của loạt phim Cướp biển vùng Caribe, tia chớp lục được cho là một tín hiệu khi một linh hồn được trả về từ địa ngục.

## Hình ảnh

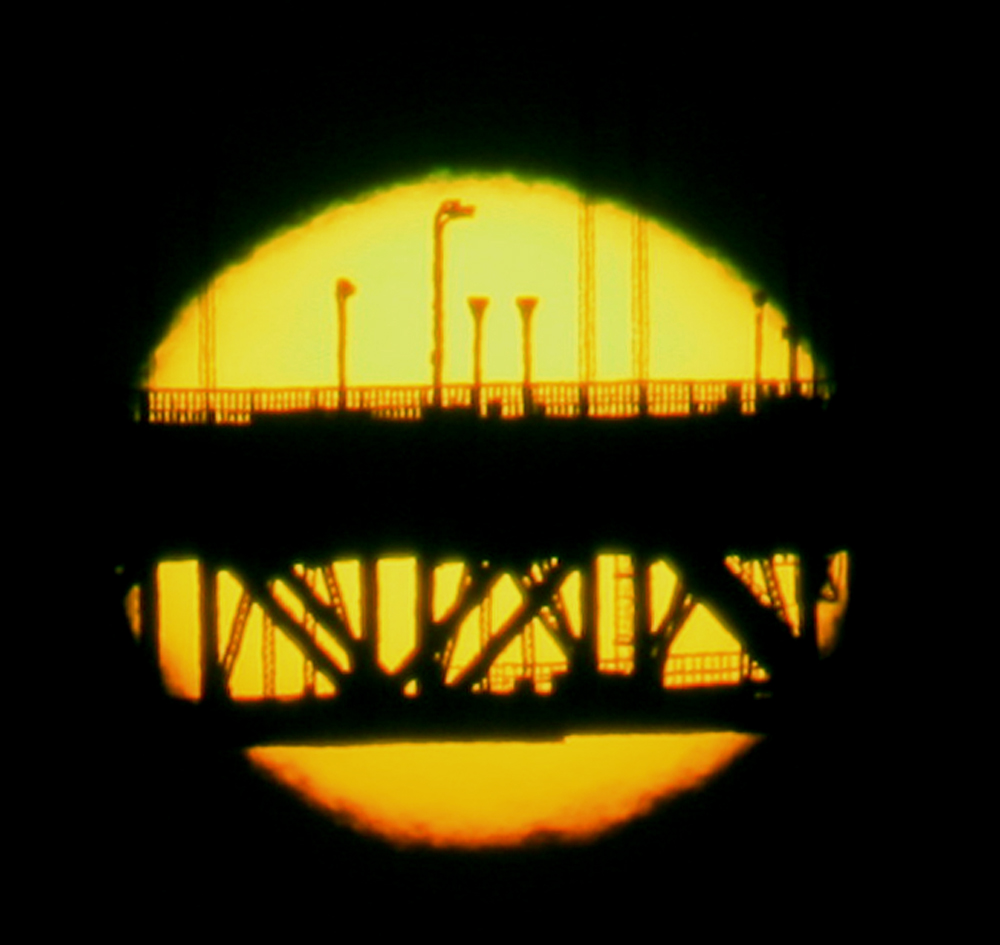
Viền trên màu xanh lục, viền dưới màu đỏ chụp trên cầu Cổng Vàng ở San Francisco.
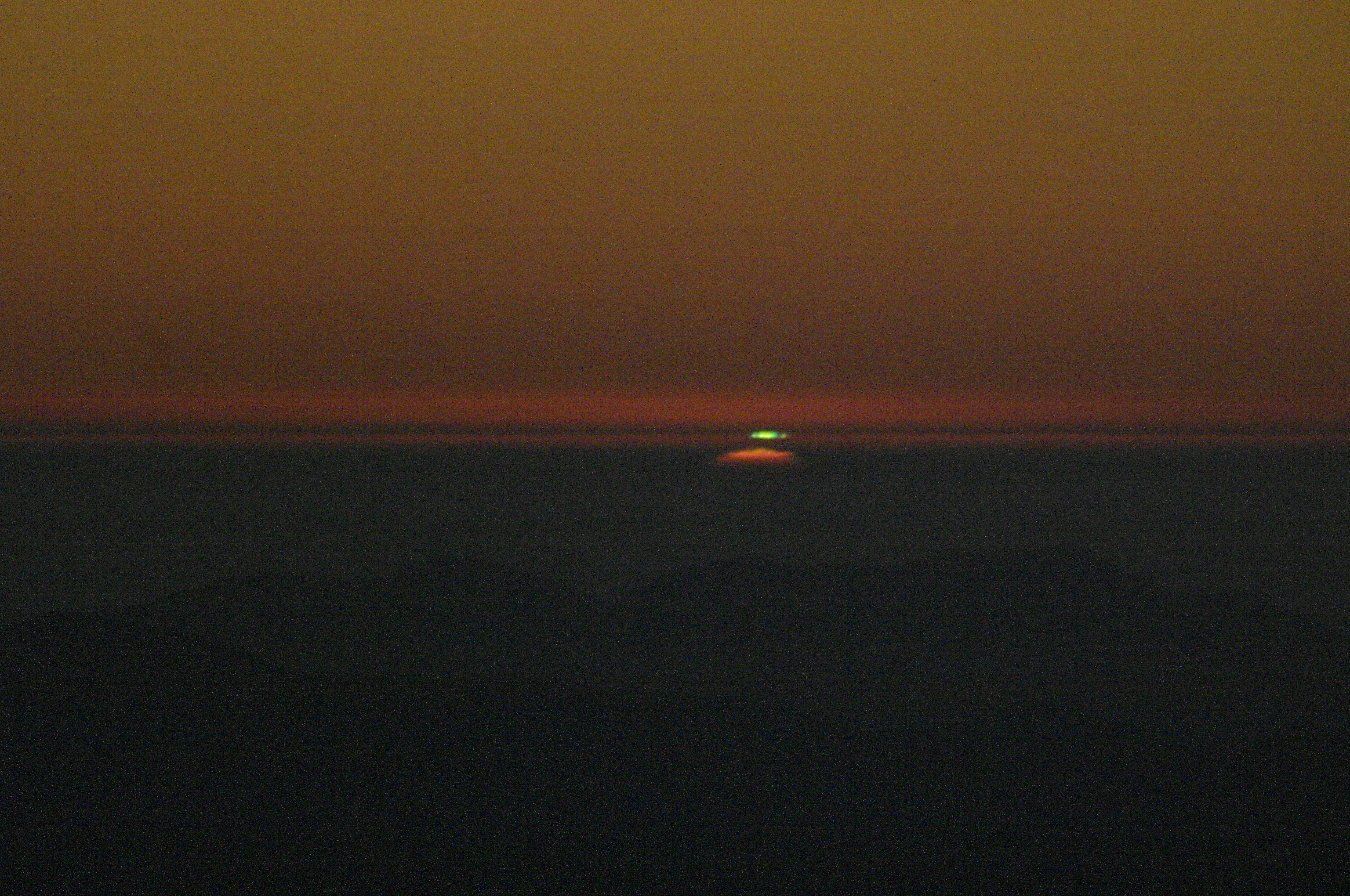
La-Silla-Observatorium, 15 tháng 1 năm 2006.
San Francisco, 18 tháng 9 năm 2006.
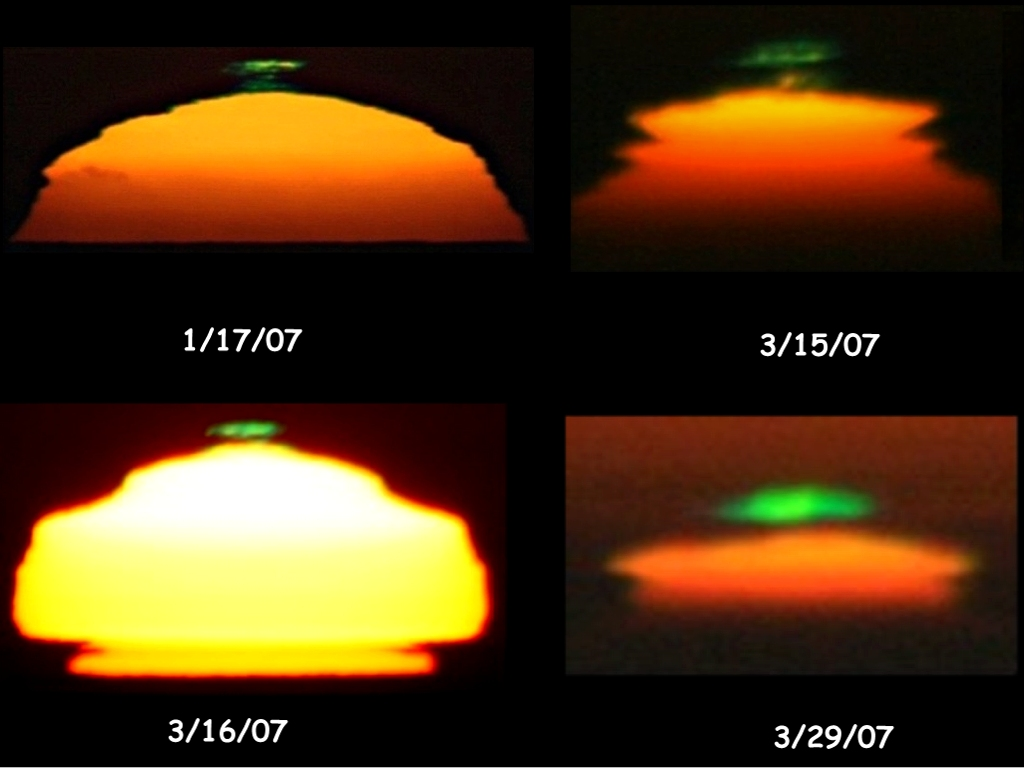
Tia chớp lục trên đĩa Mặt Trời, San Francisco, Hoa Kỳ 2007.
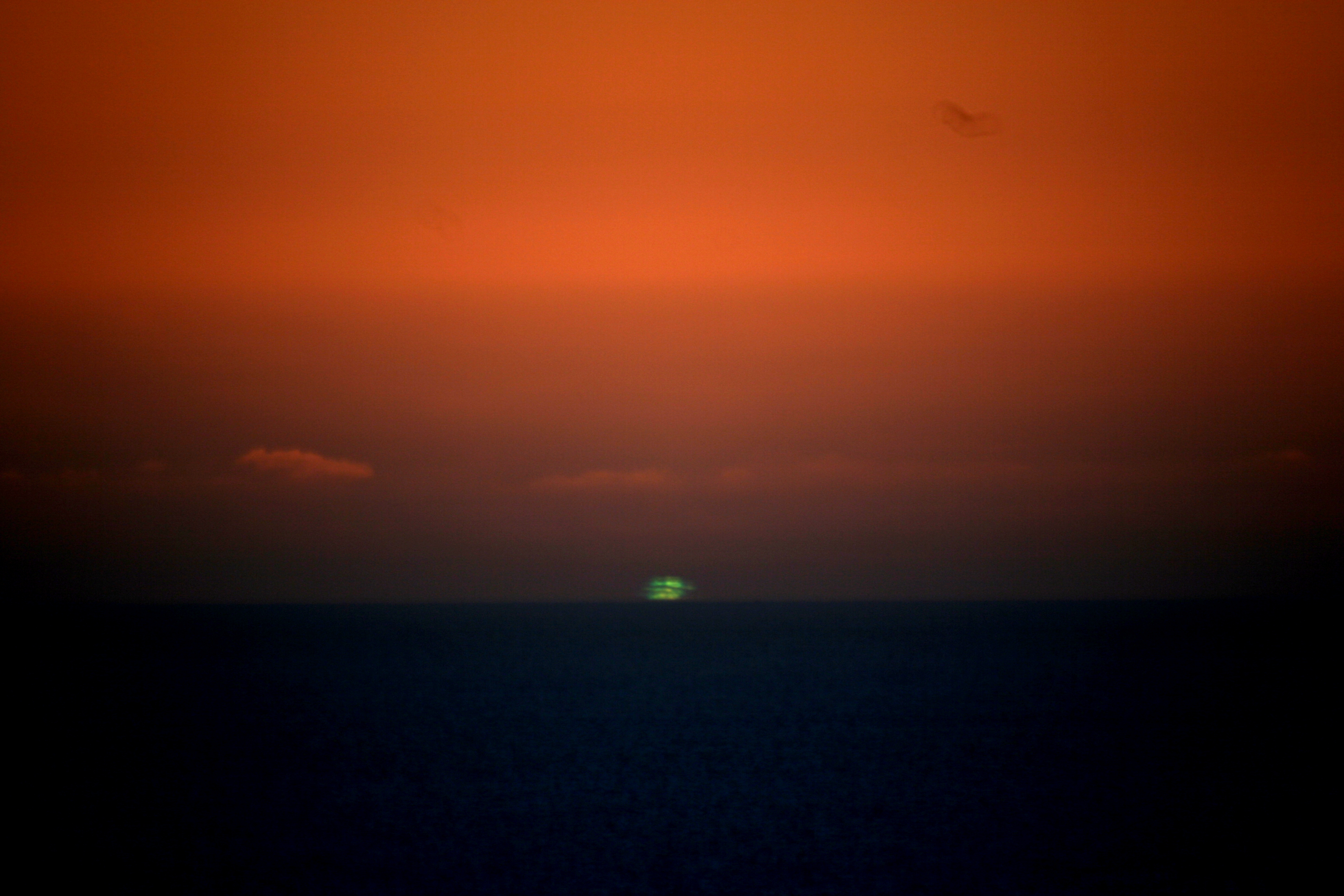
Tia chớp lục ở Santa Cruz, California.